# Rayonnement culturel
Pour les articles homonymes, voir Rayonnement (homonymie).
Le rayonnement culturel est un phénomène qui témoigne de l'influence d'une société sur d'autres. Il s'agit d'un indicateur de sa perception vis-à-vis de l'extérieur, indépendamment de ses frontières géographiques.

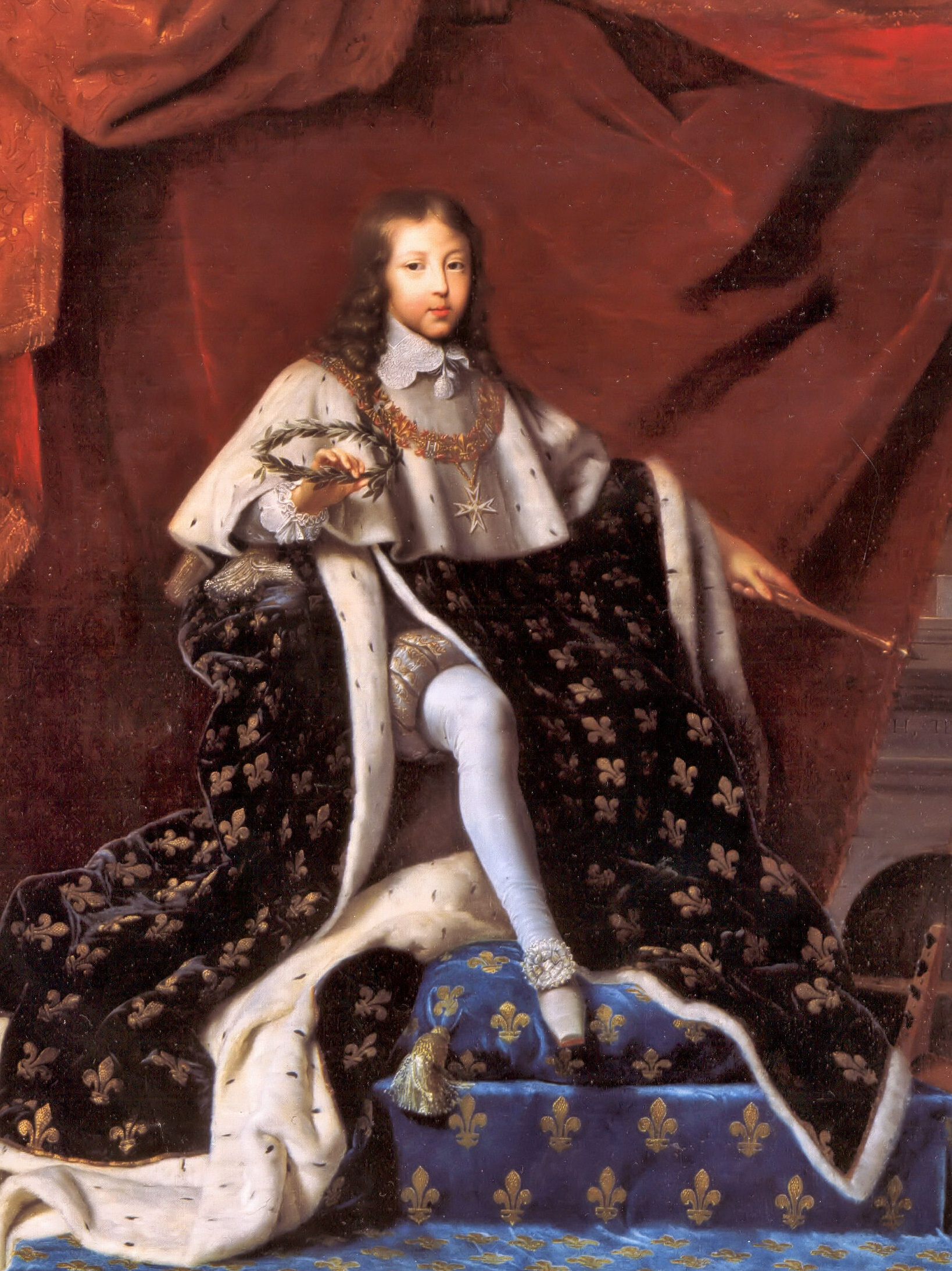
La domination culturelle française sur l'Europe sous Louis XIV est manifeste, le roi le revendique par ses fastes courtisans ; les cours des principautés allemandes sont éprises de culture française et vont ensuite accueillir les maîtres penseurs représentatifs des Lumières pour s'en entretenir, en despotes éclairés.

Son ampleur apporte une idée de grandeur à ceux qui sont dépositaires de la culture correspondante, fréquemment structurés en communautés dans leurs pays respectifs.
Les articles cités dans cette liste permettent de s'en donner une idée par pays. Lorsqu'un historien développe un point de vue en utilisant l'un des termes situés dans la liste, il présente le rayonnement culturel correspondant comme un processus agissant sur le référent.

## Assimilation et rayonnement
Alors que le rayonnement culturel se propage par l'adhésion à la culture étrangère, l'assimilation, elle, peut faire l'objet d'un programme social structuré lorsqu'associé à un projet de société.
Le traitement de sujet devient central lorsqu'une nation est confrontée aux phénomènes de migrations.

## Moyens du rayonnement culturel

### La langue
Le rayonnement culturel s'appuie sur différents moyens, dont la langue constitue certainement l'un des principaux. La langue de travail dans une organisation internationale est au moins aussi importante que la langue officielle, car elle détermine les moyens techniques employés en pratique pour la communication. Aujourd'hui, ces moyens techniques reposent essentiellement sur les technologies de l'information et de la communication.

### Les moyens du rayonnement culturel local ou régional
Dans le cas des villes et des régions, dont le rayonnement culturel est un élément important de développement dans un contexte de forte concurrence internationale, l'analyse comparative montre qu'une partie de leurs politiques et des stratégies culturelles répondent principalement à des objectifs d'image positive, de notoriété et d'attractivité culturelle (en particulier par rapport au potentiel touristique). Tout ceci se traduit par 4 grandes catégories d'action publique pouvant conférer un rayonnement culturel à une ville ou une région :
- construction d'équipements phares comme l'Auditorium Parco della Musica à Rome bénéficiant d'une architecture contemporaine (en l'occurrence signée de Renzo Piano),
- rénovation du centre historique : ainsi, beaucoup de métropoles méditerranéennes se sont lancées dans des programmes ambitieux touchant partiellement ou totalement leur centre historique. On pense à l'opération urbaine, colossale, de Venise (rénovation des canaux, restauration de palais, construction d'une digue de protection). Mais il y a de nombreux autres exemples autour de la Méditerranée qui se situent certes à une échelle moins grande, comme celle du centre de Tunis mais qui n'en sont pas moins significatifs de ces efforts de rénovation urbaine valorisant le patrimoine ancien[4],
- valorisation du patrimoine et des collections muséales (par exemple le musée du Quai Branly qui reprend les collections de l'ancien MAO),
- offre événementielle à portée internationale comme les « Capitales européennes de la culture » ou les expositions universelles qui sont des exemples emblématiques d'événementiels qui ont redonné un rayonnement culturel international à des métropoles (Liverpool, Shangaï etc.) mais aussi à des territoires[5],
- fête et quartiers branchés comme à Londres le Carnaval de Notting Hill ou à Berlin le quartier du Kreuzberg connu pour son foisonnement.

## Rayonnementculturel
Le tableau ci-dessous reprend les termes utilisés pour désigner le rayonnement culturel de différentes civilisations, qui peuvent correspondre à des religions, à des civilisations de l'Antiquité... Certains des termes employés sont des néologismes.
| article                                                                                 | culture                                                                                             | contexte                                                                                              |
| --------------------------------------------------------------------------------------- | --------------------------------------------------------------------------------------------------- | --- |
| Américanisation                                                                         | États-Unis                                                                                          | phénomène de mondialisation                                                                           |
| Anglicisation                                                                           | Angleterre                                                                                          | point de vue du langage (anglicismes)                                                                 |
| Européanisation                                                                         | Europe                                                                                              | acception coloniale avant 1960                                                                        |
| Occidentalisation                                                                       | Occident                                                                                            | correspond aux mœurs et à la culture                                                                  |
| Francisation                                                                            | France                                                                                              | dans le sens de francisé                                                                              |
| Germanisation                                                                           | Peuples germaniques                                                                                 | culture germanique, non restreint à l'Allemagne                                                       |
| Hellénisation                                                                           | Grèce antique                                                                                       | acception liée au monde antique                                                                       |
| Romanisation ou latinisation                                                            | Rome antique                                                                                        | correspond au langage comme à la culture                                                              |
| Russification                                                                           | Russie                                                                                              | Russie tsariste présoviétique                                                                         |
| Africanisation                                                                          | Afrique                                                                                             | nommage des toponymes (pour l'article)                                                                |
| Islamisation                                                                            | Islam                                                                                               | conversion d'une société à la religion de l'islam                                                     |
| Arabisation                                                                             | Arabie                                                                                              | concerne la culture des Arabes, voir culture arabe                                                    |
| Christianisation                                                                        | Chrétienté                                                                                          | conversion au christianisme ; inverse : déchristianisation                                            |
| Sinisation, Sinisation du Tibet                                                         | Chine                                                                                               | concerne la culture, et non les deux nations de la Chine                                              |
| Indianisation, Indianisation de la péninsule indochinoise, Indianisation de l'Indonésie | Culture indienne, Architecture des temples hindouistes, Art du monde indien, Hindouisme, Bouddhisme | concerne la culture indienne installée et assimilée aux cultures de l'Asie du Sud-Est, de -300 à 900. |
| Polonisation                                                                            | Pologne                                                                                             | République des Deux Nations                                                                           |

- Occident chrétien
- Catégorie:Littérature grecque byzantine
- Civilisation islamique en al-Andalus